# Andrij Dukow
Andrij Iwanowycz Dukow, Andrei Dukov (ukr. Андрій Іванович Дуков, ur. 22 grudnia 1987 w Izmaile) – ukraiński, a od 2009 roku rumuński zapaśnik startujący w stylu wolnym. Zajął trzynaste miejsce na mistrzostwach świata w 2014 roku. 
Srebrny medalista Europy w 2017 i brązowy w 2016 roku. Czternasty na Igrzyskach Europejskich 2015, przegrywając w 1/8 finału z Wladimerem Chinczegaszwilim. Dwunasty na igrzyskach europejskich w 2019. Wicemistrz igrzysk wojskowych w 2019. Drugi na Światowych Igrzyskach Sportów Walki w 2013 roku.